# Tamburi e Dei
Tamburi e Dei (Tambores e Deuses) è un film del 2001 diretto da Georg Brintrup.

## Trama
Antônio, un ragazzo di strada brasiliano, si sveglia all'alba sulla spiaggia di Salvador de Bahia e assiste al sorgere del sole. I raggi, che con dolcezza lo accarezzano, fanno nascere in lui strani pensieri e gli donano una rivelazione biblica: come mai Dio ha creato la luce, ancor prima del sole e della luna? Forse gli serviva per infondere lo spirito nell'uomo e illuminarlo? E però, prima di creare la luce, Dio disse: sia luce! Perciò la Voce c'era prima della Luce, e fu un suono, un big bang, un tuono, un colpo rimbombante di tamburo. Antônio conclude che l'uomo oggi non sarebbe capace di un pensiero logico, se non ci fosse stato quel suono d'origine.
Per le strade di Salvador, Antonio incontra Valdyr, un mulatto cieco, che supplisce alla perdita della vista con l’orecchio. I due diventano amici. Valdyr sa che l'uomo, quando ha cominciato a pensare, si è scisso in due e, da quell'istante, ha perduto la percezione immediata della realtà. Ha dato un nome ad ogni cosa, ha collegato alle parole i significati, e così, per lui, il mondo è cambiato. Da quel momento sono cominciati i suoi problemi. Tutti gli uomini perciò vorrebbero, in fondo, ritrovare l'unità perduta, per sentirsi di nuovo in pace con se stessi. Ma come fare? L'unica strada è quella di raggiungere gli dei attraverso quel suono d'origine ovvero attraverso il tamburo.
Alla ricerca del suono d'origine, i due percorrono le strade e le spiagge della "Roma Negra" , come viene chiamata la città di Salvador per via della sua importanza culturale afro-religiosa. Incontrano diversi suonatori di tamburi e scoprono che il tamburo è lo strumento più antico che l'uomo, diviso da se stesso, ha utilizzato per comunicare con gli dei. Il tamburo chiama gli dei, li convince a scendere a terra per unirsi all'uomo. I due incontrano le filhas-de-santo, medium iniziate che rendono possibile riannodare l’antico legame fra uomini e dei e ricostituire l’unità primigenia. Mentre i tamburi danno l'intonazione, la filha-de-santo si tende come una corda, il suo corpo diventa strumento, suona, fino a vibrare all'unisono con gli dei e a parlare con la loro voce. Ragione e volontà vengono annullate, non contano più.
Valdyr e Antônio attraversano la confusione e i rumori della festa del carnevale, e trovano conferma che non tutto segue le leggi dell'intelletto e della ragione. In Brasile l’elemento razionale non sembra essere predominante. La gente non ama molto fermarsi, fissarsi su qualcosa. Vive come immersa in un flusso continuo, inarrestabile.
Ritornati al mare, i due si imbattono in una donna che incarna la tristeza, sentimento così diffuso in Brasile. Valdyr spiega ad Antônio che la tristezza va via da sola, se uno si lascia andare. All'improvviso Antônio sente, tra testa e pancia, una strana tensione, che gli impedisce di stare calmo. Valdyr gli dice che è una tensione positiva. Somiglia al legame fra la pelle tesa di un tamburo e il suono. Se la pelle non fosse tesissima, il tamburo non potrebbe emettere alcun suono. In questo modo, Antônio scopre che egli stesso è, ad un tempo, strumento e suonatore.

## Retroscena
Questa frase, insieme ad altre tratte dal libro Meditazioni Sudamericane del filosofo estone naturalizzato tedesco Hermann Graf Keyserling, sta alla base del film-essay Tamburi e Dei. Anche l’opera Brasile: terra dell'avvenire  di Stefan Zweig ha influenzato lo sguardo degli autori sul Brasile.
Il compositore italiano Aldo Brizzi ha assunto la direzione musicale del film. Il suo CD Brizzi do Brazil, contenente canzoni scritte per cantanti brasiliani e portoghesi, è nato durante le riprese del film. Alcune di queste canzoni sono state scelte e drammaturgicamente rielaborate da Georg Brintrup all’interno del film (Cfr. Mistero di Afrodite, cantato da Caetano Veloso).

## Critica
(“Prima mondiale del nuovo film di Georg Brintrup”, Teatro do ICBA, Salvador de Bahia il 22.9.2001)
(Cyntia Nogueira in Correio da Bahia, Folha da Bahia, p. 7 vom 7.3.2001)